# Rotterdam Open 2003
Il Rotterdam Open 2003, conosciuto anche con il nome di ABN AMRO World Tennis Tournament 2003 per ragioni di sponsorizzazione, è stato un torneo di tennis giocato sul cemento indoor. È stata la 30ª edizione del Rotterdam Open, che fa parte della categoria International Series Gold nell'ambito dell'ATP Tour 2003. Si è giocato all'Ahoy Rotterdam indoor sporting arena di Rotterdam in Olanda Meridionale, dal 17 al 23 febbraio 2003.

## Campioni

### Singolare
Maks Mirny ha battuto in finale  Raemon Sluiter con il punteggio di 7–6(3), 6–4

### Doppio
Wayne Arthurs /  Paul Hanley hanno battuto in finale  Roger Federer /  Maks Mirny con il punteggio di 7–6(2), 6–2